# Roddy Lenga
Roddy Lenga là cầu thủ người Vanuatu chơi ở vị trí tiền vệ.